# Acuerdo anglo-soviético

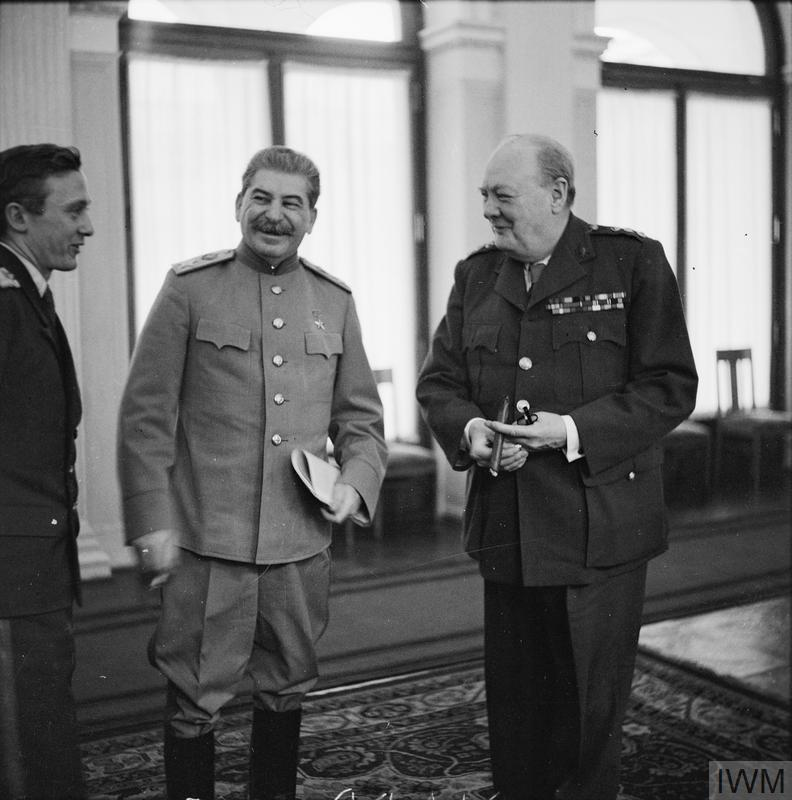
Winston Churchill compartiendo una broma con Iósif Stalin y su intérprete, Pavlov, en el Palacio de Livadia durante la Conferencia de Yalta en febrero de 1945.

El acuerdo anglo-soviético fue una alianza militar formal firmada por el Reino Unido y la Unión Soviética contra la Alemania nazi el 12 de julio de 1941; poco después de la invasión alemana de este último. Ambas potencias se comprometieron a ayudarse mutuamente y a no hacer la paz separada con Alemania.
Estados Unidos percibió que esto significaba que la Unión Soviética tenía la intención de apoyar el restablecimiento de los estados independiente polaco, checo y yugoslavo al final de la guerra.

## Términos del acuerdo
El tratado fue redactado y firmado en lengua inglesa y luego traducido al ruso, con lo cual se estableció un acuerdo entre las partes y se reconoció la autenticidad.
Según el acuerdo anglo-soviético, los gobiernos del Reino Unido y de la República Socialista Federativa Soviética de Rusia establecieron las siguientes condiciones:
1. Refracción de acciones y/o compromisos hostiles contra la otra parte, incluyendo:
  - Propaganda directa o indirecta contra el gobierno oponente fuera de las fronteras de cada país respectivo.
  - Alentar a otros países a emprender acciones hostiles contra el gobierno contrario.
  - Permiso de los ciudadanos del país contrario para volver a casa.
2. Eliminación de los bloqueos comerciales y económicos existentes entre los dos países mencionados. 
  - La única excepción sería la regulación del comercio de armas y municiones.
3. Los buques del país contrario, con todos sus contenidos respectivos, incluyendo tripulación y carga, reciben los privilegios y tratamientos respectivos establecidos de acuerdo con todos los buques mercantes extranjeros. En adición:
  - La concesión del gobierno británico de la navegación naval libre a los buques rusos que corresponden a las libertades dadas a los buques de otras nacionalidades.
  - La información relativa a la colocación de minas debe ser entregada al país contrario para ayudar a establecer un paso seguro para los buques de cada país respectivo.
4. Cada país respectivo podrá designar a varios de sus nacionales para asegurar que se dé el debido efecto al acuerdo.
  - Las personas admitidas a retener este acuerdo tienen la libertad de comunicarse libremente con su respectivo país.
  - Los pasaportes y documentos de identidad serán tratados en el otro país como consistentes con los emitidos o certificados por las autoridades de un gobierno extranjero reconocido.[2]